# Charallave (paroisse civile)
Pour les articles homonymes, voir Charallave.
Charallave est l'une des deux paroisses civiles de la municipalité de Cristóbal Rojas dans l'État de Miranda au Venezuela. Sa capitale est Charallave, chef-lieu de la municipalité. En 2011, sa population s'élève à 91 701 habitants.

## Géographie

### Démographie
Hormis sa capitale Charallave, la paroisse civile possède plusieurs localités :
- Caujarito
- Charallave
  - Arichuna
  - Ciudad Miranda
  - El Dividive
  - Mata Linda
  - Santa Rosa
- El Placer
- La Mata (partie nord)